# Nathaniel Nye

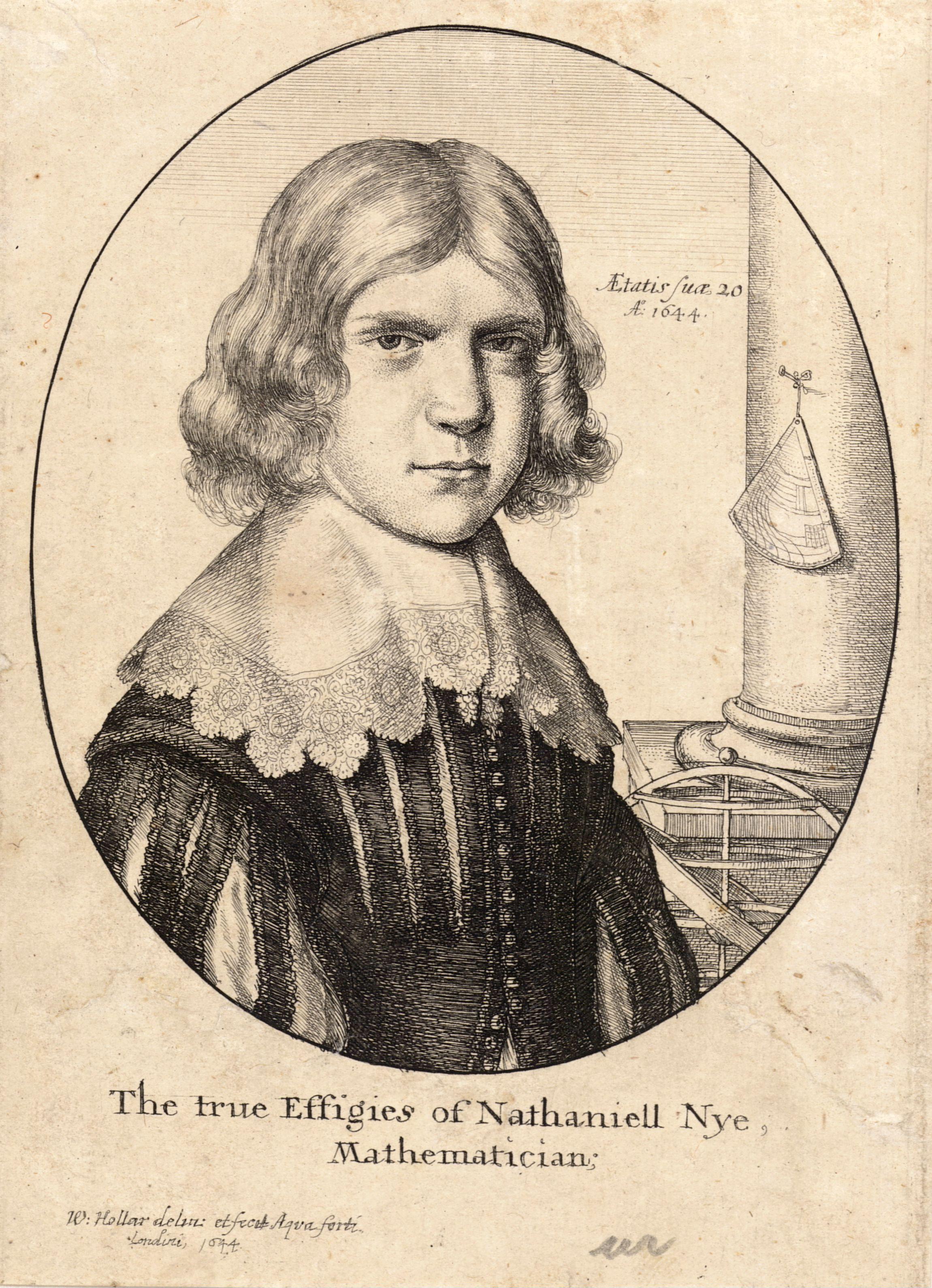
Un retrato en grabado de 1664 de Nathaniel Nye por Wenceslas Hollar.

Nathaniel Nye (bautizado en 1624 - después de 1647) fue un matemático, astrónomo y escritor de Inglaterra.

## Biografía
Nye fue matemático bajo el reinado de Carlos II de Inglaterra  y maestro artillero de Worcester y escribió un tratado de artilugios pirotécnicos y un tratado de artillería.
Nye también dejó escrito un almanaque de efemérides y astrología, y en su tratado de armas también trata la cartografía compuesta para ayudar a los artilleros y a los poco versados en geometría y aritmética.

## Obras
- The art of gunnery:...., London, W. Leak, 1670.
- Nye 1648: a new almanack and prognostication for the year of our Lord 1648.., London, 1648.
- A treatise of artificiall fire-works for warre and recreation